# Odontomyia atrodorsalis
Odontomyia atrodorsalis är en tvåvingeart som beskrevs av James 1941. Odontomyia atrodorsalis ingår i släktet Odontomyia och familjen vapenflugor. Inga underarter finns listade i Catalogue of Life.